# Tridiscus sporoboli
Tridiscus sporoboli är en insektsart som först beskrevs av Cockerell 1902.  Tridiscus sporoboli ingår i släktet Tridiscus och familjen ullsköldlöss. Inga underarter finns listade i Catalogue of Life.